# Telediario
Telediario ist eine Hauptnachrichtensendung des spanischen Fernsehsenders TVE (Televisión Española). Es ist die am längsten laufende Nachrichtensendung in der spanischen Fernsehgeschichte seit ihrer ersten Ausstrahlung im Jahr 1957.
Täglich werden drei Telediario-Ausgaben auf den Sendern La 1 und 24 Horas und international auf TVE Internacional ausgestrahlt.

## Moderatoren
- Inmaculada Gómez-Lobo
- Ana Blanco
- Carlos Franganillo
- Oriol Nolis
- Álex Barreiro
- Alejandra Herranz
- Ana Roldán
- Lluís Guilera

## Editionen
- Telediario Matinal
- Telediario 1
- Telediario 2
- Telediario Fin de Semana

## Sendezeiten
Montag bis Freitag
- Telediario Matinal (06:30 Uhr)
- Telediario 1 (15:00 Uhr)
- Telediario 2 (21:00 Uhr)

Samstag und Sonntag
- Telediario Fin de Semana (15.00 Uhr und 21.00 Uhr)